# Chimia actinidelor

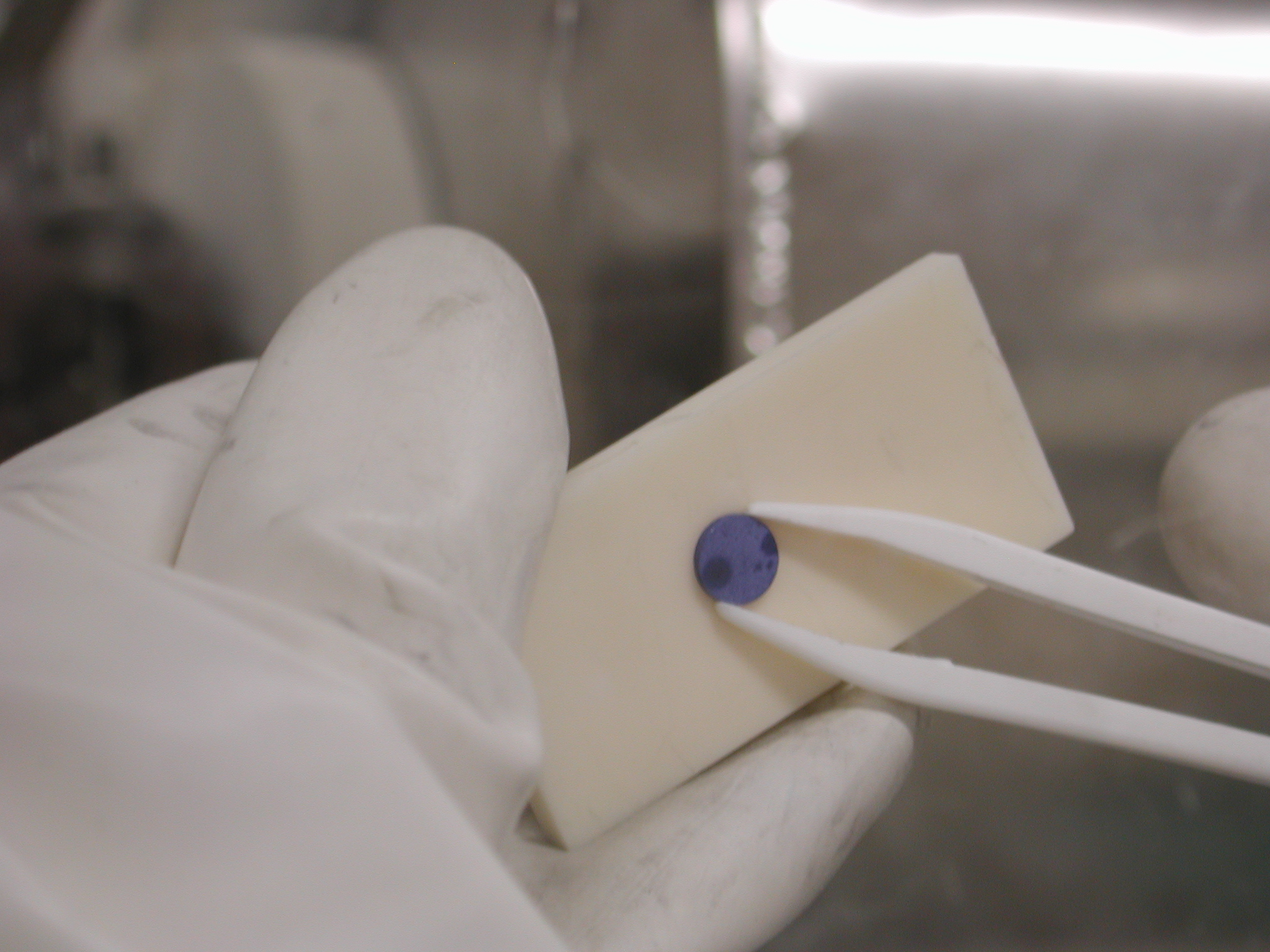
Pastilă de fosfat de plutoniu(III), PuPO_{4}

Chimia actinidelor este chimia elementelor actinide, fiind parte a chimiei nucleare.
Actinidele (actinoidele) reprezintă un grup de 15 elemente chimice radioactive situate în sistemul periodic de la actiniu (Z= 89) până la lawrenciu (Z=103). Fac parte, alături de lantanide (lantanoide) din grupa metalelor tranziționale de tip f. Într-o oarecare măsură, grupul elementelor actinide (89≤Z≤103) se suprapune peste grupul elementelor transuraniene (cu număr de ordine Z ≥93). De asemenea, actinidele minore sunt incluse în grupul actinidelor.
Din grupa actinidelor fac parte următoarele 15 elemente: actiniu (Ac, [Rn]6d17s2), thoriu (Th, [Rn]6d27s2), protactiniu (Pa, [Rn]5f26d17s2), uraniu (U, [Rn]5f36d17s2), neptuniu (Np, [Rn]5f46d17s2), plutoniu (Pu, [Rn]5f67s2), americiu (Am, [Rn]5f77s2), curiu (Cm, [Rn]5f76d17s2), berkeliu (Bk, [Rn]5f97s2), californiu (Cf, [Rn]5f107s2), einsteiniu (Es, [Rn]5f117s2), fermiu (Fm, [Rn]5f127s2), mendeleviu (Md, [Rn]5f137s2), nobeliu (No, [Rn]5f147s2) și lawrenciu (Lr, [Rn]5f146d17s2).

## Răspândire
Doar Ac, Th, Pa și U apar în natură, Ac și Pa fiind produse continuu în urma dezintegrării izotopilor Th și U. Np și Pu apar în minerale de U. Toate actinidele sunt radioactive, se dezintegrează în mod specific prin emisie de particule α. Pot prezenta timpi de înjumătățire foarte mari (232Th, 235U și 238U au supraviețuit de la formarea Sistemului Solar). Toate celelalte elemente actinide (cunoscute și ca elemente transuraniene) sunt de origine antropică și rezultă din procese de bombardare a actinidelor naturale cu neutroni sau ioni grei în reactori sau acceleratori de particule. Neptuniul, americiul, curiul, berkeliul, californiul, einsteiniul și fermiul (așa numitele actinide minore) sunt produse - alături de plutoniu -  în timpul funționării reactorului nuclear ca urmare a activării combustibilului nuclear și sunt parte componentă a combustibilului nuclear epuizat. Restul actinidelor sunt produse de către cercetători în laborator, prin bombardarea unor ținte de iradiere cu particule α (mendeleviu), 12C sau 13C (nobeliu), 10B sau 11B (lawrenciu).

## Actinidele în stare metalică
În general se prepară prin reducerea AnF3 sau AnF4 cu vapori de Li, Mg, Ca sau Ba la 1100-1400 oC. Sunt destul de electropozitive, reacționează cu apa fierbinte sau cu acizi slabi cu eliberare de hidrogen molecular. Au o structură foarte densă (U: 19 g/cm3). Plutoniul prezintă cel puțin 6 forme alotropice.

## Alte stări de oxidare

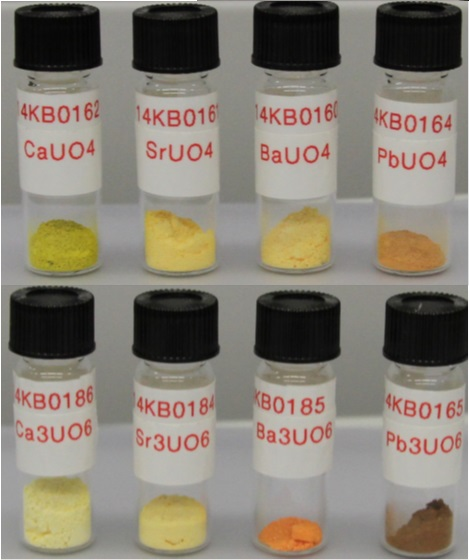
Uranați de calciu, stronțiu, bariu și plumb

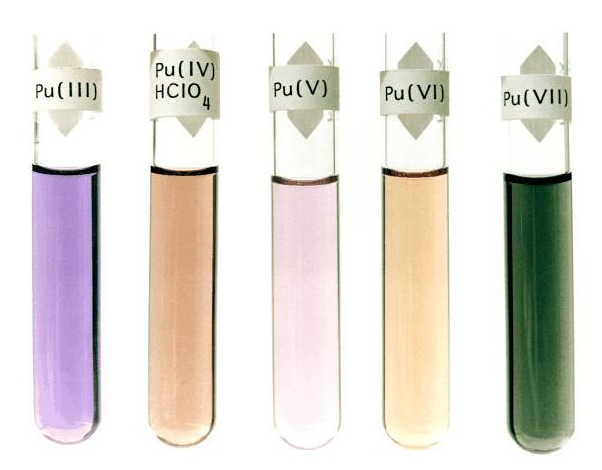
Soluții de plutoniu în diferite stări de oxidare

Actinidele prezintă stări de oxidare diverse în compuși, stabilitatea acestora depinzând dramatic de starea de agregare a respectivelor combinații chimice.
Americiul și californiul formează halogenuri în această stare de oxidare. Există studii spectroscopice care indică faptul că și actinidele mai grele decât californiul ar forma compuși în această stare de oxidare. 
Starea de oxidare 3+ este întâlnită în toată seria, cu excepția thoriului și protactiniului. Există o similaritate evidentă între toate aceste elemente în starea de oxidare 3+, precum și cu lantanidele în aceeași stare de oxidare. Din această cauză, separarea elementelor și a compușilor acestora este - de multe ori - dificilă. 
Similar, starea de oxidare 4+ este frecventă pentru thoriu, protactiniu, uraniu, neptuniu, plutoniu, berkeliu, fiind întâlnită și în unii compuși ai americiului, curiului și californiului (în special, în soluții).
Stări de oxidare superioare sunt specifice actinidelor, nefiind întâlnite în seria lantanidelor. Protactiniul poate atinge starea maximă de oxidare 5+. Uraniul, neptuniul și americiul pot apărea în starea de oxidare 5+ și 6+. Doar neptuniul și plutoniul pot atinge starea de oxidare 7+.

## Compuși ai actinidelor

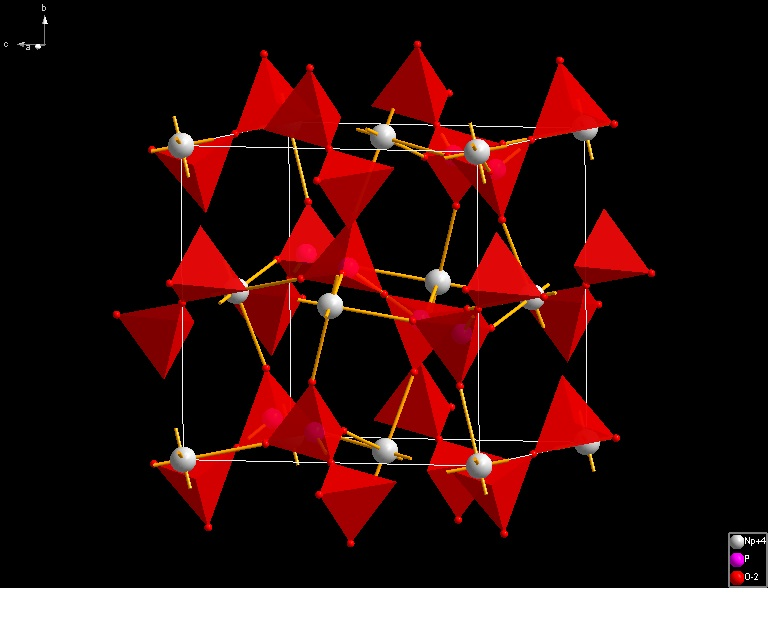
Structura PuP_{2}O_{7} la temperatura camerei

Reactivitatea uraniului metalic

Actinidele formează compuși anorganici diverși precum hidruri, halogenuri, boruri, carburi, nitruri, oxizi (simpli sau complecși), fosfați, sulfați, carbonați, silicați, oxalați, etc. Oxizii, carburile și nitrurile uraniului și plutoniului sunt (sau pot fi) folosite precum combustibili nucleari. De asemenea, au fost sintetizați diverși compuși de coordinație sau supramoleculari ai actinidelor în diverse stări de oxidare. În prezent, anumite actinide sunt utilizate drept ținte în vederea sintezei elementelor supergrele.